# Renato Dagnino
Renato Dagnino – brazylijski judoka.
Uczestnik mistrzostw świata w 2001. Startował w Pucharze Świata w latach 1991, 1992, 1996, 1997 i 2002. Brązowy medalista igrzysk panamerykańskich w 1991. Triumfator igrzysk Ameryki Południowej w 2002. Wicemistrz panamerykański w 1994 i trzeci w 2001. Trzeci na mistrzostwach Ameryki Południowej w 2002 roku.